# Luhačovice - zámek
Luhačovice - zámek este o arie protejată (arie specială de conservare — SAC, sit de importanță comunitară — SCI) din Republica Cehă întinsă pe o suprafață de 0,14 ha, integral pe uscat.

## Localizare
Centrul sitului Luhačovice - zámek este situat la coordonatele 49°05′47″N 17°44′51″E / 49.096389°N 17.7475°E.

## Înființare
Situl Luhačovice - zámek a fost declarat sit de importanță comunitară în aprilie 2005 pentru a proteja 2 specii de animale. Situl a fost protejat și ca arie specială de conservare în octombrie 2013.

## Biodiversitate
Situată în ecoregiunea continentală, aria protejată nu include niciun habitat protejat.
La baza desemnării sitului se află mai multe specii protejate de  mamifere (2): liliac comun (Myotis myotis), liliacul mic cu potcoavă (Rhinolophus hipposideros).